# Jacques Vaché
Jacques Vaché (Lorient, 7 settembre 1895 – Nantes, 6 gennaio 1919) è stato uno scrittore francese.
Dandy anticonformista e irrequieto, non ha lasciato opere compiute oltre alle lettere scritte al fronte. Figlio di un ufficiale dell'esercito francese; i suoi interessi culturali sono testimoniati già dall'epoca in cui frequenta il liceo di Nantes: l'opera di Alfred Jarry, alcune letture degli inglesi tra cui Henry James e una tiepida curiosità per i contemporanei francesi.
Insieme ad alcuni amici, Eugène Hublet, Pierre Bissérié e Jean Bellemère (che in futuro scriverà con lo pseudonimo di Jean Sarment), Jacques Vaché dà vita alla cosiddetta “banda dei quattro” che nel 1913 produce il numero unico della rivista manoscritta «En route mauvaise troupe» e i quattro opuscoli di «Canard Sauvage».
Nel 1914 viene chiamato alle armi presso Brest, come ausiliare e traduttore di un ufficiale inglese; nel 1915 è ferito e l'anno successivo trasferito all'ospedale di Nantes dove stringe amicizia con il giovane medico André Breton. Questo incontro – di cui l'epistolario è la più significativa testimonianza – avrebbe contribuito in modo fondamentale alla prima elaborazione di una teoria e prassi surrealista; lo stesso Breton in seguito ricorderà in più occasioni quanto fosse rimasto affascinato dall'ironia visionaria e grottesca dell'amico che gli ispirerà a distanza di oltre quarant'anni la sua Antologia dello humour nero.
Jacques Vaché fa la sua eclatante entrata sulla scena dell'avanguardia parigina di inizio secolo il 24 giugno del 1917 quando, in abiti di ufficiale inglese, saltò sulle poltrone del conservatorio Maubel, alla fine del primo atto de Les Mamelles de Tirésias, dramma «sur-realista» di Guillaume Apollinaire e con in mano la pistola d'ordinanza minacciò il pubblico di farne uso.
Morto poco tempo dopo l'armistizio a causa di un'overdose di oppio, il suo personaggio diverrà per i surrealisti oggetto di un vero e proprio culto, grazie anche alla pubblicazione delle sue Lettere di guerra (1919) indirizzate a Breton, Louis Aragon e Fraenkel.